# Скубачевский, Глеб Семёнович
Глеб Семёнович Скубачевский (1907—1988) — советский учёный и инженер-механик по авиадвигателям, лауреат Государственной премии СССР (1970).

## Биография
Родился в 1907 г. в г. Кролевец (сейчас — Сумская область). Член ВКП(б)/КПСС с 1940 г.
Окончил Московский авиационный институт (1930), был оставлен в аспирантуре и работал там же, с 1937 по 1979 г. зав. кафедрой конструкций авиадвигателей, в 1948—1949, 1955—1956 — зам. директора МАИ.
С 1939 г. и до эвакуации института в Алма-Ату (1941) начальник КБ-2 МАИ, разработавшего мощный авиационный двигатель М-250. По совместительству — инженер на заводах и в конструкторских бюро, в 1944—1946 гг. зам. главного конструктора ОКБ завода № 36 НКАП, созданного на базе КБ-2 МАИ.
Кандидат (1934), доктор (1955) технических наук. Доцент с 1935 г., профессор с 1949 г.
Лауреат Государственной премии СССР (1970) — за учебник «Авиационные газотурбинные двигатели, конструкция и расчёт деталей» (1969, 3-е издание). Заслуженный деятель науки и техники РСФСР (1959).
Сочинения:
- Авиационные газотурбинные двигатели : Конструкция и расчет деталей. [Учебник для авиац. спец. вузов] / Г. С. Скубачевский. — 5-е изд., перераб. и доп. — М. : Машиностроение, 1981. — 550 с. : ил.; 22 см.
- Винтомоторные установки самолетов [Текст] : ГУУЗом М-ва авиац. пром-сти допущ. в качестве учеб. пособия для авиац. ин-тов / Г. С. Скубачевский, Д. В. Хронин. — Москва : Оборонгиз, Глав. ред. авиац. лит-ры, 1947 [переплет: 1946] (Л. : 2-я тип. ОГИЗа). — 236 с., 1 л. черт. : ил.; 22 см.
- Уравновешивание авиадвигателей [Текст] / Г. С. Скубачевский; Моск. авиац. инст. им. Серго Орджоникидзе. — Алма-Ата : Отд. учеб. пособий Моск. авиац. инст. им. С. Орджоникидзе, 1942. — 75 с. : черт.; 22 см.
- Крутильные колебания коленчатых валов [Текст] / Моск. авиац. ин-т им. Серго Орджоникидзе. — Алма-Ата : Моск. авиац. ин-т им. Серго Орджоникидзе, 1942. — 100 с., 2 вкл. л. табл. : черт., табл.; 20 см.
- Смазка авиадвигателей [Текст] : Конспект лекций по главе смазки, курса «Конструкции авиадвигателей» / Г. С. Скубачевский ; Моск. ордена Ленина авиац. ин-т им. Серго Орджоникидзе. Кафедра «Конструкции авиадвигателей». — Москва : Изд. и стеклогр. МАИ, 1947. — 54 с., 1 л. ил. : черт.; 29 см.
- Справочник для курсового и дипломного проектированию по авиадвигателям [Текст] / Г. С. Скубачевский ; Моск. ордена Ленина авиац. ин-т им. Серго Орджоникидзе. Кафедра конструкции авиац. двигателей. — Москва : Типолит. ВВИА им. Жуковского, 1947. — 222 с. : черт.; 31 см.
- Критические числа оборотов быстро вращающихся валов [Текст] : Конспект лекций по курсу «Проектирование газотурбинных двигателей» / М-во высш. образования СССР. Моск. ордена Ленина авиац. ин-т им. Серго Орджоникидзе. — Москва : Оборонгиз, 1953. — 48 с. : черт.; 22 см.